# Carmen Peñalver
Carmen Purificación Peñalver Pérez (Jaén, 20 de septiembre de 1961) es una política jiennense, alcaldesa de la ciudad por el PSOE, hasta las elecciones municipales de 2011. Siendo la primera mujer alcaldesa en la historia de la ciudad.

## Biografía
Nació en Jaén el 20 de septiembre de 1961, hija de comerciantes un establecimiento tradicional de Jaén. Estudió en el colegio de Las Hermanas Carmelitas y en el instituto Jabalcuz, situado en la barriada del Polígono del Valle. Realizó la Diplomatura de Magisterio, con especialidad en Ciencias Humanas. Está casada y tiene dos hijos. Ingresó en 1984 en el PSOE.

## Trayectoria profesional
Se inició en la vida laboral en el Museo Provincial en un gabinete pedagógico dirigido a acercar el museo a los niños y más jóvenes. Más tarde trabajo para la Junta de Andalucía en el centro de día de niños de Martos y posteriormente fue nombrada directora del centro de protección de menores de Linares.

## Inicios en la política
En 1984 ingresa en el PSOE e inicia su carrera política formando parte del gobierno del exalcalde socialista José María de la Torre Colmenero entre 1991 y 1995 como Concejala Delegada de Asuntos Sociales y Teniente de Alcalde del Área de Bienestar Social, Salud, Consumo y Deportes.
Es Delegada de Asuntos Sociales de la Junta de Andalucía en Jaén entre 1998 y 2000.
Ha sido miembro de la Ejecutiva Local del PSOE de Jaén y Secretaria de Política Municipal (1998-2000). En 2000 es elegida diputada del Parlamento de Andalucía. Y dentro del PSOE fue miembro de la ejecutiva provincial de Jaén y secretaria de política municipal (2000-2004).
Como parlamentaria andaluza ha sido secretaria de la Comisión de Seguimiento y Control de la Financiación Partidos Políticos (2005-2007), secretaria de la Comisión Comisión de Empleo (2004), Portavoz (2004-2005) y vocal (2005-2007) de la Comisión de Discapacidad, vocal de la Comisión de Medio Ambiente (2004-2007), vocal de Comisión de Empleo (2004), vocal de la Comisión de Desarrollo Estatutario (2004-2007), vocal de la Diputación Permanente (2004-2007),vocal de la Comisión de Educación (2004) vocal Comisión de Coordinación (2004-2007). En el Congreso del PSOE del año 2004 es elegida Secretaria General de la Agrupación Local de Jaén capital. Cargo que abandono el 27 de noviembre de 2011, cuando se hizo cargo de la misma una gestora.

## Alcaldesa de Jaén
Fue alcaldesa de Jaén y vocal de la Comisión Ejecutiva Regional del PSOE de Andalucía y secretaria general del PSOE de la ciudad de Jaén. Su gobierno de la ciudad de Jaén se produjo gracias a un pacto entre las corporaciones municipales de PSOE e IU. Bajo su mandato, se realizaron las obras del tranvía de Jaén. En septiembre de 2010 fue elegida, por el PSOE de Jaén, candidata oficial a la alcaldía de la ciudad en las elecciones municipales de 2011, elecciones en las que perdió el cargo en favor del candidato por el PP, José Enrique Fernández de Moya.